# Добрятинская волость
Добря́тинская во́лость — административно-территориальная единица в составе Подольского уезда Московской губернии Российской империи и РСФСР. Центром волости была деревня Добрятино (ныне одноимённый микрорайон в городе Подольск Московской области). После упразднения волости в 1929 году её территория отошла к Подольскому району Московского округа Московской области.

## Население
По данным на 1890 год в волости проживало 7870 человек, а к 1926 году — 9626 человек.